# Escada
Escada là một đô thị thuộc bang Pernambuco, Brasil. Đô thị này có diện tích 348,8 km², dân số năm 2007 là 60156 người, mật độ 172,47 người/km².